# Dicranota stainsi
Dicranota (Dicranota) stainsi là một loài ruồi trong họ Pediciidae. Chúng phân bố ở vùng sinh thái Nearctic.